# Ефремово (Якутия)
Ефремово (якут.  ) — село в Амгинском улусе Якутии России. Входит в состав Амгино-Нахаринского наслега. Большинство жителей якуты.
Население 4 чел. (2021) .

## География
Село расположено на юго-востоке Центральной Якутии, по левому берегу реки Амга, вблизи места впадения в неё притока Кокур.
Улица одна: ул. Ефремовка 
Расстояние до улусного центра — села Амга — 74 км.,  до центра наслега — с. Оннёс — 7 км.

## История
Согласно Закону Республики Саха (Якутия) от 30 ноября 2004 года N 173-З N 353-III село вошло в образованное муниципальное образование Амгино-Нахаринский наслег.

## Население
| 2002 | 2010 | 2021 |
| ---- | ---- | ---- |
| 23   | ↗29  | ↘4   |

Гендерный состав
По данным Всероссийской переписи населения 2010 года в гендерной структуре населения из 29 человек мужчин — 13, женщин — 16 (44,8 и 55,2 % соответственно).
Национальный состав
Согласно результатам переписи 2002 года, в национальной структуре населения якуты составляли 70 % от общей численности населения в 23 чел..

## Инфраструктура
Животноводство (мясо-молочное скотоводство, мясное табунное коневодство) Муниципальное образование "Амгино-Нахаринский наслег". Географическая и историческая справка.

## Транспорт
Дорога районного значения «Амга — Покровка — Болугур — Ефремово — Оннёс».